# ACBD7
ACBD7 (англ. Acyl-CoA binding domain containing 7) — білок, який кодується однойменним геном, розташованим у людей на 10-й хромосомі. Довжина поліпептидного ланцюга білка становить 88 амінокислот, а молекулярна маса — 9 790.
| 10         |  | 20         |  | 30         |  | 40         |  | 50         |
| ---------- |  | ---------- |  | ---------- |  | ---------- |  | ---------- |
| MALQADFDRA |  | AEDVRKLKAR |  | PDDGELKELY |  | GLYKQAIVGD |  | INIACPGMLD |
| LKGKAKWEAW |  | NLKKGLSTED |  | ATSAYISKAK |  | ELIEKYGI   |  |            |

A: Аланін

C: Цистеїн

D: Аспарагінова кислота

E: Глутамінова кислота

F: Фенілаланін

G: Гліцин

I: Ізолейцин

K: Лізин

L: Лейцин

M: Метіонін

N: Аспарагін

P: Пролін

Q: Глутамін

R: Аргінін

S: Серин

T: Треонін

V: Валін

W: Триптофан

Білок має сайт для зв'язування з ліпідами.